# 1550 Tito
1550 Tito là một tiểu hành tinh. Nó được phát hiện ngày 29 tháng 11 năm 1937 bởi Milorad B. Protić ở Belgrade, Vương quốc Nam Tư, bây giờ là Serbia. Nó được đặt tên cho tổng thống Nam Tư Josip Broz Tito.